# James Dens da Silva
James Dens da Silva (Dens James; rođen 14. kolovoza 1986.) brazilski je nogometaš koji je od 2003. pa do 2006. igrao za Coritibu, a kasnije je promijenio nekoliko klubova, među ostalima igrao je za HNK Hajduk Split, a trenutno nastupa za Rio Branco.
Statistika u Hajduku
| Natjecanje        | Nastupi | Zgoditci |
| ----------------- | ------- | -------- |
| Prvenstvo         | 20      | 0        |
| Kup               | 2       | 0        |
| Superkup          | 0       | 0        |
| Međunarodne       | 0       | 0        |
| Splitski podsavez | 0       | 0        |
| Ukupno            | 22      | 0        |
| Prijateljske      | 12      | 0        |
| Sveukupno         | 34      | 0        |

Prvi nastup za Hajduk ima 19. srpnja 2011. protiv Šibenika u Splitu, koju je Hajduk dobio pogocima Vukušića (3') i Tomasova (86').